# Oktovriana
A Oktovriana refere-se à revolta dos cipriotas contra o governo britânico em outubro de 1931. A ilha era uma colônia do Império Britânico desde a sua anexação na Primeira Guerra Mundial diante do Império Otomano.
A proclamação do desejo de alcançar a Enosis, a união política de Chipre com a Grécia, as autoridades britânicas tentaram suprimir instituições e restringir a liberdade de expressão O objetivo britânico em 1930, foi de remodelar Chipre como um sistema político ideal, cujos habitantes poderiam prosperar materialmente e civicamente, não permitindo a atividade dos cipriotas gregos que queriam tomar o poder. Os britânicos reprimiram a revolta grega e suprimiram todos os órgãos do governo autônomo da ilha, posteriormente Chipre foi governado por uma quase ditadura sob a liderança de Sir Herbert Richmond Palmer denominada Palmerokratia.